# 10948 Odenwald
10948 Odenwald (2207 P-L) là một tiểu hành tinh vành đai chính. Nó được đặt tên cho rạng núi Odenwald ở Đức.